# Chalon-sur-Saône
Chalon-sur-Saône ([ʃa.lɔ̃.syʁ.soːn]) es una ciudad y comuna francesa situada en el departamento de Saona y Loira, del cual es una subprefectura, de la región de Borgoña-Franco Condado.

## Geografía
Chalon-sur-Saône forma parte de la región histórica de Borgoña. Está ubicada en el río Saona. Fue una vez un puerto fluvial bien conocido como un punto para distribuir vinos locales aguas arriba y abajo del río Saona.

## Demografía
| 8 798 | 10 431 | 11 204 | 10 952 | 12 338 | 14 810 | 17 240 | 19 878 | 20 403 | 21 062 | 20 896 | 21 247 | 21 756 | 20 895 | 21 618 | 22 768 | 24 686 | 26 288 | 29 058 | 29 951 | 31 550 | 31 609 | 31 500 | 32 533 | 33 201 | 32 683 | 37 399 | 43 655 | 50 589 | 58 187 | 56 194 | 54 575 | 50 124 | 46 676 | 44 847 | 45 390 |
| Para los censos de 1962 a 1999 la población legal corresponde a la población sin duplicidades (Fuente: INSEE [Consultar]) |        |        |        |        |        |        |        |        |        |        |        |        |        |        |        |        |        |        |        |        |        |        |        |        |        |        |        |        |        |        |        |        |        |        |        |

## Historia
El obispado de Chalon-sur-Saône, un sufragáneo de la archidiócesis de Lyon desde tiempos Romanos, fue unido a la diócesis de Autun poco tiempo después de la Revolución francesa.
Chalon es conocido por ser el lugar de nacimiento de la fotografía. Su más famoso residente, Nicéphore Niépce también tiene una lycée (escuela secundaria) que lleva su nombre. Hay un museo que contiene algunas antiguas reliquias fotográficas, el Quai des Messageries en la ciudad, y consta de más de dos millones de fotografías y muchos artefactos antiguos tales como cámaras y otro equipamiento para la fotografía antigua y moderna.
Otro residente famoso es Dominique Vivant Denon (1747-1825) quien estuvo involucrado en la creación del Museo Louvre, convirtiendo el palacio en un museo después de la Revolución francesa.

## Atractivos
Aunque sus suburbios son en su mayor parte poco interesantes, el centro de Chalon-sur-Saône está hecho para un paseo agradable, echar un vistazo a los negocios o visitar la catedral Saint-Vincent en la Place Saint-Vincent, que tiene algunos elementos que datan del siglo VIII, y una fachada neoclásica del siglo XIX. Esta plaza tiene también varios cafés y presenta un mercado concurrido los viernes y domingos.
El Jardín Geobotánico de 1,3 hectáreas de extensión se encuentra en la ciudad y fue fundado en 1951.

## Ciudad hermanada
Chalon ha estado, desde algún momento de comienzos de los años 1960, hermanada con la ciudad de St Helens, la cual antes estaba en Lancashire y ahora está, por la reorganización del gobierno local inglés, en Merseyside. St Helens es un centro prominente de industrias de vidrio, aunque en menor grado que en los años 1960. También dispone de un equipo altamente exitoso en la Liga de Rugby, una variante curiosa del Rugby de escuela pública.